# Simon Brigode
Pour les articles homonymes, voir Brigode.
Simon Brigode, né à Jumet le 22 octobre 1909 et mort à Charleroi le 13 mai 1978, est un architecte belge, docteur en archéologie et histoire de l'art et professeur à l'université catholique de Louvain.

## Biographie
Simon Jules Gustave Brigode, né à Jumet le 22 octobre 1909, est le fils d'Edmond Brigode, verrier, et de Julia Hoyois. En septembre 1938, il épouse à Jumet Marguerite Horgnies.
Il fait ses études primaires à l'école communale et secondaire au collège du Sacré-Cœur de Charleroi.
Architecte, formé entre 1926 et 1932 à l'école Saint-Luc (à Saint-Gilles, puis à Molenbeek-Saint-Jean) où il obtient le titre d'architecte-technicien, Simon Brigode étudie simultanément l'histoire de l'art à l'université catholique de Louvain, où il obtient une licence en 1931, puis le titre de docteur en 1951, avec une thèse portant sur L'architecture religieuse dans le sud-ouest de la Belgique. Des origines à la fin du XVe siècle. Pensionnaire de l'Institut historique belge de Rome (1932-1934), il participe aux campagnes de fouilles archéologiques à Apamée en Syrie, menées par le professeur Fernand Mayence (1934 et 1937).
Titulaire du cours d'histoire de l'architecture et des arts associés à La Cambre (1937), il est membre correspondant de la Commission royale des monuments et des sites en 1938 et membre effectif en 1948. Il poursuit sa carrière à l'université catholique de Louvain, où il dispense les cours d'esthétique et de philosophie de l'art, d'histoire de l'urbanisme et d'architecture religieuse. Maître de conférences en 1953, il est nommé chargé de cours extraordinaire en 1957, puis professeur extraordinaire en 1963. En 1956, il succède à Henri Lacoste à l'Institut supérieur d'histoire de l'art et d'archéologie de Bruxelles, pour le cours d'histoire de l'architecture.
Ses connaissances en architecture lui valurent d'être appelé à siéger dans diverses commissions artistiques et institutions scientifiques. Il fut membre de la Commission technique consultative de la Sculpture des Musées royaux des beaux-arts de Belgique en 1947, membre effectif de la Commission royale des monuments et des sites en 1948, membre de la Commission des travaux du Palais de justice de Bruxelles en 1949 et coopté comme membre effectif de l'Académie royale d'archéologie de Belgique, en 1953.
Il fut membre ou assuma la présidence de plusieurs sociétés savantes, présidence du Cercle artistique et littéraire de Charleroi, de la Société d'Archéologie de Charleroi, de la Section Art ancien de la Société des Amis de l'Art en Wallonie et du Cercle universitaire de la Région de Charleroi. Il fut également membre étranger de la Compagnie des architectes en chef des monuments historiques nationaux de France, membre de la Commission diocésaine d'Art sacré à Tournai et vice-président de la Société royale d'archéologie de Bruxelles.
Outre l'enseignement, l'essentiel de la carrière de Simon Brigode s'effectue dans le cadre de la restauration des édifices religieux endommagés au cours de la Seconde Guerre mondiale. Partisan de l'unité de style, ce qui entraine des conflits avec l'architecte Eugène Dhuicque adversaire de l'unité de style en matière de restauration, Simon Brigode « n'hésite pas à détruire des éléments authentiques pour les remplacer par des restitutions hypothétiques d'éléments plus anciens ». L'un des chantiers les plus célèbres et le plus controversé est celui de la restauration de la collégiale Sainte-Gertrude à Nivelles, où Simon Brigode parvint à imposer la construction d'un clocher pseudo-roman (qui n'avait jamais existé comme tel), en lieu et place de la reconstruction de la flèche gothique, détruite en 1940, qui témoignait de mille ans d'histoire.

## Réalisations
- 1937 : direction des fouilles sous la cathédrale Saints-Michel-et-Guddule à Bruxelles.
- 1937 : direction des fouilles et restauration de la chapelle Notre-Dame de Heigne, à Jumet (Charleroi).
- 1945 : reconstruction de l'église Saint-Nicolas de Nalinnes-Haies (détruite en 1940 par les bombardements allemands)[7].
- 1948-1953 : construction de l'athénée de l'État à Châtelet.
- 1949-1950 : restauration de l'église Saint-Laurent de Couillet.
- 1953 : siège du Mouvement ouvrier chrétien Notre Maison, à Charleroi (avec Jules Laurent).
- 1953-1955 : restauration de l'église Notre-Dame de la Visitation à Nalinnes.
- 1953-1959 : restauration de l'église Notre-Dame, à Borlon (Durbuy).
- 1954 : restauration de l'église Saint-Christophe de Fontaine-l'Évêque.
- 1957-1958 : restauration de la Chapelle Sainte-Anne, à Bruxelles.
- 1960-1962 : Institut national du verre, à Charleroi (avec Jacques Depelsenaire).
- 1962-1964 : restauration de l'Église Saint-Nicolas d'Enghien.
- Années 1960 : restauration de la collégiale Saint-Ursmer de Lobbes.
- 1967 : restauration de l'église Saint-Sulpice, à Jumet (Charleroi).
- 1967-1972 : restauration du presbytère de l'abbaye de Dieleghem, à Jette (Bruxelles).
- 1968 : restauration de l'église Saint-Sulpice de Jumet.
- 1970-1980 : restauration de la collégiale Sainte-Gertrude, à Nivelles.

## Publications
- 1932 : Simon Brigode, « L'église Saint-Martin à Marcinelle : Notions historique et étude archéologique », Documents et rapports de la Société royale paléontologique et archéologique de l'arrondissement judiciaire de Charleroi, t. XXXIX,‎ 1931-1932, p. 31-56
- 1938 : Simon Brigode, « Heigne-sous-Jumet : Histoire-Archéologie-Folklore », Documents et rapports de la Société royale paléontologique et archéologique de l'arrondissement judiciaire de Charleroi, Couillet, t. XXXXIII,‎ 1938, p. 121-200
- 1943 : Simon Brigode, Les églises romanes de Belgique, éditions du Cercle d'art, 1943, 27 p.
- 1949 : Simon Brigode, Les anciennes abbatiales et l'église carolingienne Saint-Ursmer de Lobbes, Tournai, 1949 (1973).
- 1949 : Simon Brigode, « L'architecture religieuse dans le Sud-Ouest de la Belgique - Des origines à la fin du XVe siècle », Bulletin de la Commission royale des Monuments et des Sites, Bruxelles, Commission royale des Monuments et des Sites, vol. I,‎ 1949, p. 82-353 (lire en ligne [PDF])
- 1952 : Simon Brigode, « L'église Saint-Laurent de Couillet », Bulletin de la Commission royale des Monuments et des Sites, Bruxelles, Commission royale des Monuments et des Sites, vol. III,‎ 1952, p. 81-117 (lire en ligne [PDF])